# Kira Claudi
Kira Claudi (* 29. September 1994) ist eine ehemalige deutsche Skilangläuferin und Rollski-Sportlerin. Sie startete für den LBC Banfetal.

## Werdegang
Bevor Claudi ihr internationales Debüt im Rollerski-Weltcup gab, startete sie 2006 bei den Deutschen Rollerskimeisterschaften in Seiffen. Sie gewann im Sprint und im Berglauf die Goldmedaille in der Klasse Schüler. Ein Jahr später gewann sie wieder bei den Deutschen Rollerskimeisterschaften in der Klasse Schüler in Seiffen den Sprint und wurde Dritter im Berglauf. 2008 gewann sie bei den Deutschen Rollerskimeisterschaften in Ruhla in Berglauf wieder in der Klasse Schüler. Sie gab am 18. Juli 2009 ihr internationales Debüt im Rollerski-Weltcup der Juniorinnen in Markkleeberg. Gleich im ersten Weltcupjahr gewann sie im griechischen Thessaloniki den 0,2-km-Sprint Freistil und belegte in der Gesamtwertung den siebten Platz. Bei ihren ersten Rollerski-Juniorenweltmeisterschaften 2009 in Piglio kam sie im 0,2-km-Sprint auf den fünften Platz und im 5-km-klassisch-Berglauf auf den achten Platz. Bei den Deutschen Rollerskimeisterschaften 2009 in Seiffen gewann sie in Klasse Jugend den Berglauf und in Wiesloch den Massenstart.
In der Saison 2010 konnte sie beim Weltcup im Schwarzwald wieder den 0,2-km-Sprint Freistil gewinnen. Am Ende der Saison gewann sie den Gesamtweltcup. In Schmallenberg gewann sie 2010 die Deutschen Rollerskimeisterschaften auf der Flachstrecke in Klasse Jugend. In der Saison 2011 gelang ihr in Bessans der dritte Platz im 15-km-Freistil-Massenstart und in Markkleeberg der zweite Platz im Sprint Freistil. In der Gesamtwertung belegte sie den siebenten Platz. Bei den Rollerski-Juniorenweltmeisterschaften 2011 in Aure/Kristiansund kam sie im 10-km-klassisch-Berglauf auf den 14. Platz, im 24-km-Freistil-Massenstart hat sie das Rennen nicht beendet. Zusammen mit Tina Willert, Sabine Wallner gewann sie die Bronzemedaille in der Staffel und im Sprint kam als 10. ins Ziel. In der Saison 2012 wurde sie einmal Dritter in Markkleeberg im Sprint und einmal Zweiter in Toblach im 6-km-klassisch. Sie wurde in der Gesamtwertung Sechster. Zu Beginn der Saison 2013 wurde sie in Oroslavje Dritter und ein paar Wochen später wurde sie Zweiter in Tripoli. Im weiteren Verlauf der Saison wiederholte sie ihren Erfolg und stand dreimal auf dem Podest. In der Gesamtwertung kam sie auf den dritten Platz. Bei den Rollerski-Juniorenweltmeisterschaften 2013 in Bad Peterstal wurde Claudi im 12,5-km-Freistil Achte, im Sprint Freistil Fünfte, im Team Sprint Freistil mit Tina Willert Vierte und im 11-km-klassisch-Massenstart Berglauf 13.
Die Saison 2014 verlief ebenfalls sehr erfolgreich, denn sie stand viermal auf dem Podest. Beim Saisonfinale in Val di Fiemme gewann sie im Team Sprint Freistil zusammen mit Anna Rockstroh und kam in der Gesamtwertung auf den zweiten Platz. Bei den Deutschen Rollerskimeisterschaften 2014 in Seiffen gewann sie den Berglauf und in Stadthagen die 18-km-Flachstrecke in der Klasse Junioren. Zu Beginn der Saison 2015 startete sie in Oroslavje bei den Erwachsenen im Rollerski-Weltcup. Dort belegte sie den fünften Rang im 10-km-Massenstartrennen und holte einen Tag später im Sprint Freistil ihren ersten Sieg im Weltcup. Drei Wochen später gewann sie in Madona den zweiten Platz im Sprint Freistil. Letztmals international startete sie bei den Rollerski-Weltmeisterschaften 2015 im Val di Fiemme. Dort gewann sie die Bronzemedaille im Freistil-Sprint.

## Privat
Claudi lebt in Bad Laasphe und besuchte dort das Gymnasium Schloss Wittgenstein. Sie absolviert ein Lehramtsstudium für das Lehramt an Gymnasien und Gesamtschulen in den Fächern Sport und Musik an der Universität Gießen. Kiras Brüder Jan und Torben treten ebenfalls im Rollerski-Weltcup an.
Nach ihrem Referendariat arbeitet Claudi seit August 2020 an der Gesamtschule in Niederkassel.

## Erfolge

### Rollerski Juniorenweltmeisterschaften
- Piglio 2009: 5. 0,2 km Sprint Freistil, 8. 5 km klassisch Berglauf
- Aure/Kristiansund 2011: 14. 10 km klassisch Berglauf, DNF 24 km Freistil Massenstart, 3. Staffel
- Bad Peterstal 2013: 8. 12,5 km Freistil, 5. Sprint Freistil, 4. Team Sprint Freistil

### Rollerski-Weltmeisterschaften
- Val di Fiemme 2015: 3. Sprint Freistil, 6. Team-Sprint Freistil

### Junioren-Weltcup
- 17 Podestplätze, davon 3 Siege:

|    | Datum              | Ort           | Land         | Disziplin              |
| -- | ------------------ | ------------- | ------------ | ---------------------- |
| 01 | 27. September 2009 | Thessaloniki  | Griechenland | 0,2 km Sprint Freistil |
| 02 | 24. Juli 2010      | Schwarzwald   | Deutschland  | 0,2 km Sprint Freistil |
| 03 | 21. September 2014 | Val di Fiemme | Italien      | Team Sprint Freistil   |

- Platzierungen im Junioren-Weltcup

| Saison | Gesamt |
| ------ | ------ |
| 2009   | 7.     |
| 2010   | 1.     |
| 2011   | 7.     |
| 2012   | 6.     |
| 2013   | 3.     |
| 2014   | 2.     |

### Weltcup
- 2 Podestplätze, davon 1 Siege:

|    | Datum         | Ort       | Land     | Disziplin       |
| -- | ------------- | --------- | -------- | --------------- |
| 01 | 11. Juli 2015 | Oroslavje | Kroatien | Sprint Freistil |

- Platzierungen im Weltcup

| Saison | Gesamt |
| ------ | ------ |
| 2015   | 6      |

### Deutsche Meisterschaften
| Deutsche Meisterschaften im Rollerski | Deutsche Meisterschaften im Rollerski | Deutsche Meisterschaften im Rollerski              | Deutsche Meisterschaften im Rollerski |
| ------------------------------------- | ------------------------------------- | -------------------------------------------------- | ------------------------------------- |
| Gold                                  | 2006 Seiffen                          | Gold im Sprint (Schülerin 12/13)                   |                                       |
| Gold                                  | 2006 Seiffen                          | Gold im Berglauf (Schülerin 13)                    |                                       |
| Gold                                  | 2007 Lanzenhain                       | Gold in der Verfolgung (Jugend)                    |                                       |
| Gold                                  | 2007 Seiffen                          | Gold im Sprint (Schülerin 14)                      |                                       |
| Bronze                                | 2007 Seiffen                          | Bronze im Berglauf (Schülerin 12 bis 15)           |                                       |
| Gold                                  | 2007 Obernkirchen                     | Gold auf der Flachstrecke (Schülerin 12 bis 15)    |                                       |
| Gold                                  | 2008 Ruhla                            | Gold im Berglauf (Schülerin)                       |                                       |
| Gold                                  | 2008 Seiffen                          | Gold im Berglauf (Jugend 16 bis 18)                |                                       |
| Gold                                  | 2009 Wiesloch                         | Gold auf der Flachstrecke Massenstart (Schüler 15) |                                       |
| Gold                                  | 2009 Lanzenhain                       | Gold im Teamsprint mit Tina Willert                |                                       |
| Gold                                  | 2010 Schmallenberg                    | Gold im Sprint (Jugend)                            |                                       |
| Gold                                  | 2010 Schmallenberg                    | Gold auf der Flachstrecke (Jugend)                 |                                       |
| Gold                                  | 2011 Seiffen                          | Gold im Berglauf (Jugend 17)                       |                                       |
| Gold                                  | 2011 Seiffen                          | Gold in der Doppelverfolgung (Jugend)              |                                       |
| Gold                                  | 2012 Lanzenhain                       | Gold im Sprint (Juniorinnen)                       |                                       |
| Gold                                  | 2012 Lanzenhain                       | Gold in der Verfolgung (Juniorinnen)               |                                       |
| Gold                                  | 2013 Klotzsche                        | Gold auf der Flachstrecke (Juniorinnen)            |                                       |
| Gold                                  | 2014 Seiffen                          | Gold im Berglauf (Juniorinnen U19)                 |                                       |
| Gold                                  | 2014 Stadthagen                       | Gold auf der Flachstrecke (U20)                    |                                       |
| Gold                                  | 2015 Carlsgrün                        | Gold auf der Langstrecke (Damen)                   |                                       |

## Auszeichnungen
- Bad Laaspher Sportler des Jahres 2010 in der Kategorie Publikumspreis[8]